# アラビア文字化
本項アラビア文字化（アラビアもじか）では、本来アラビア文字以外の文字で表記する言語のアラビア文字での表記法について説明する。このような表記法は、歴史上イスラーム圏の拡大と共に広まった。現在では本来の表記法に替わって用いられているものも少なくない。

## 全般
アラビア語では音訳せずに意訳や字義訳を行うことが慣例的に行われてきた。これは日本において明治時代や太平洋戦争の時期に外国語・外来語が日本語的もしくは漢語的な表現に置き換えられたことによく似ている。しかし最近では国際的な情報の行き来も激しくなり、日本と同様に横文字などの諸外国言語をそのまま音訳して取り入れる傾向は非常に強くなっており、とくにコンピュータ関連の用語には顕著に見られる。その一方で、もともとアラビア地域にはないものや、なかった概念を字義的に訳す試みも行われている。こうした試みをアラビア語では تعريب （taʿrīb;タアリーブ）と呼び、「アラビア化」「アラビア語への翻訳」「アラビア語化」といった意味を持つ。単に翻訳や音訳といった意味に留まらず、ひじょうに幅の広い字義を有する。古来から自然言語として広域で用いられてきたという歴史的背景に加え、アラビア人にはアラブ共同体という団結的意識が存在することによる概念と言える。
アラビア文字表記法に限ったことではないが、異なる言語間には存在しない発音があり、それを表記する文字が元来存在しないということが起きる。また、アラビア語のように広域で使用される言語においては方言格差が顕著になる。アラビア語にも、他の言語と同様に、およそ標準語に相当するフスハーがあるが、現代語にあっては口語の比重が大きく、表記も必ずしもフスハーに準拠しない。
アラビア語における代表的な方言はエジプトで使われているものであるが、エジプト方言は慣習的にjの発音にあたる ج （ジーム）とghの発音にあたる غ （ガイン）が同一視される傾向にある。この結果、他の言語をアラビア語に音訳する際にも両者の発音が混同・同一視されることがしばしば起きている。また、フスハーでは本来qの発音を持つ ق （カーフ）がuの短母音になるなども見られ、音訳でも同様の現象が起きることがある。
更に一部の方言では ح （ḥ;ハー）と خ （kh;ハー）と ه （h;ハー）、 خ （kh;カー）と ق （q:カーフ）と ك （k;カーフ）といった似た発音が統合されているものもあり、音訳でもこれらが入れ替わるケースが存在する。
この他、アラビア語には特有の子音 ض （ḍ;ダード）や ح （ḥ;ハー）といったdやhの系統を持つ発音は複数あるも、フスハーにはpに相当する音が無く、従って正則的な文字には表記するものが存在しない。このためbの発音に相当する ب （バー）で代用音訳する。現代口語では音訳元の発音に倣い、pとして読むこともあるが、すでにアラビア語として定着している語の多くはbで発音される。なお、ペルシア語や方言で使われる پ （p;ペー）を借用することもあるが、もともと当該文字が使われている地域以外では避けるのが無難であろう。これらと同様にvの発音もfに相当する ف （ファー）に置換される。従ってtelevision（テレビジョン）は تلفزيون （tilifizyūn）となる。
アラビア語の発音や文法、言語の背景などについての詳細はアラビア語の項を参照。また、フスハー（正則アラビア語）、アーンミーヤ（口語や方言としてのアラビア語）も併せて参照されたい。

## 様々な言語のアラビア文字表記法

### 英語のアラビア文字表記法
欧米言語は多くの国でそのまま音訳されて使われる傾向が強く、これはアラビア語圏も例外とは言えない。とくに最近はインターネットも普及し、コンピューター用語やニュースなどで用いられる経済・時事用語には顕著に見られる。
アラビア文字も英語で用いられるラテン文字も、起源は同じであり、どちらも表音文字である。このため、一部のアラビア語化した語を除けば、ほとんどがアルファベットを1文字ずつアラビア文字に置き換える方法でアラビア文字表記は行われている。例： ويكيبيديا （Wikipedia、ウィキペディア）
以下に英語に用いられるラテン文字とアラビア文字の置換表を示す。
| A,a | B,b | C,c   | D,d | E,e | F,f | G,g | H,h | I,i | J,j | K,k  | L,l | M,m |
| --- | --- | ----- | --- | --- | --- | --- | --- | --- | --- | ---- | --- | --- |
| أ ا | ب   | ك ث س | د   | ي   | ف   | ج غ | ه   | ي إ | ج غ | ك    | ل   | م   |
| N,n | O,o | P,p   | Q,q | R,r | S,s | T,t | U,u | V,v | W,w | X,x  | Y,y | Z,z |
| ن   | و ؤ | ب پ   | ق ك | ر   | س   | ت   | و   | ف ب | و   | ز كس | ي   | ز   |
| th  | ph  |       |     |     |     |     |     |     |     |      |     |     |
| ث ذ | ف   |       |     |     |     |     |     |     |     |      |     |     |

また、-eで終わる無読音を含む語の場合、 تليفون （telephone、テレフォン）のように、その文字の置換をしないことがある。
語尾が-rや-erで終わる名詞の場合、rは كومبيوتر （computer、コンピューター）のように ر （ラー）に置換されるが口語では英語のように長母音として発音することが多い。また、英語に比べてアラビア語の母音は極めて少ないが、 إنترنت （Internet、インターネット）なども口語では英語同様の発音が行われている。
このほか、語尾が-yや-ierなどで終わる名詞や副詞的名詞の場合、 تكنولوجية （technology、テクノロジー）のように ة （ター・マルブータ）を伴うことも多い。 ا （アリフ）が用いられることもあるが、いずれにしても文法上は女性形として扱われる。

### 日本語のアラビア文字表記法
日本語にはアラビア語起源の外来語も数多く存在するが、アラビア語にも تسونامي （津波）や سايلر فوكو （セーラー服）といった日本語が輸出され、使われている。また、 بوكيمون （ポケモン）など、欧米やアジア諸国同様に日本の漫画、ゲーム、アニメなども多く輸出され、あるいは不当に輸入複製されるなどして、タイトルその他が音訳されている例も多数見られる。なお、 مانجا （漫画）もアラビア語として定着しており、これは「漫画」のみならず「日本のアニメ」、いわゆる أنمي （アニメ）を指す言葉として使われている。アラビア語化された日本のアニメ作品一覧も参照。
以下に日本語のアラビア文字表記法における五十音表を掲げる。なお、他の言語間の音訳過程に同じく、これはあくまでも例であり、この表に倣わぬものも存在することに留意されたい。また、アラビア語版ウィキペディア لغة يابانية （日本語）の項にもアラビア文字による五十音表があるが本項のものとは異なる。本項で扱うものは置換表であり、あちらで扱われているものはあくまでも日本語の発音に言及したものである。
|                | あ        | い        | う    | え        | お     |                | あ       | い        | う       | え        | お       |
| あ             | أ آ       | إ إي ي    | ؤ أو  | إي        | أو     | あﾞ            | عا       | عي        | عو بو    | عي        | عو       |
| か             | كا        | كي        | كو    | كي        | كو     | が             | غا جا    | غي جي     | غو جو    | غي جي     | غو جو    |
| か             | كا        | كي        | كو    | كي        | كو     | か゚             | غا جا عا | غي جي عي  | غو جو عو | غي جي عي  | غو جو عو |
| さ             | سا        | شي        | سو    | سي        | سو صو  | ざ             | زا       | جي        | زو       | زي        | زو ظو    |
| た             | تا        | تشي       | تسو   | تي        | تو طو  | だ             | دا       | جي        | زو       | دي        | دو ضو    |
| な             | نا        | ني        | نو    | ني        | نو     |                |          |           |          |           |          |
| は             | ها        | هي        | هو فو | هي        | هو     | ば             | با       | بي        | بو       | بي        | بو       |
| は             | ها        | هي        | هو فو | هي        | هو     | ぱ             | با پا    | بي پي     | بو پو    | بي پي     | بو پو    |
| ま             | ما        | مي        | مو    | مي        | مو     |                |          |           |          |           |          |
| や             | يا        |           | يو    | إي        | يو     |                |          |           |          |           |          |
| ら             | را        | ري        | رو    | ري        | رو     |                |          |           |          |           |          |
| わ             | وا        | وي        |       | وي ويئ    | أو     | ゔ             | با فا    | بي في     | بو ف     | بي في     | بو فو    |
| ん             | ن         | ن         | ن     | ن         | ن      |                |          |           |          |           |          |
|                | あ        | い        | う    | え        | お     |                | あ       | い        | う       | え        | お       |
| きゃ           | كيا كا    |           | كيو   | كيئ       | كيو    | ぎゃ           | غيا جا   |           | غيو جو   | غي جي     | غيو جو   |
| くぁ くゎ      | كا كوا قا | كي كوا قي | كو قو | كي كوا قي | كو قو  | ぐぁ ぐゎ      | غا غوا   | غي غوي    | غو       | غي غوي    | غو       |
| しゃ           | شا        |           | شو    | شي        | شو     | じゃ           | جا غا    |           | جو غو    | جي غي     | جو غو    |
| すぁ すゎ すぃ | سا صا     | سي        |       | سي        | صو     | ずぁ ずゎ ずぃ | ظا       | زي        |          | زي        | ظو       |
| ちゃ           | تشا       |           | تشو   | تشي       | تشو    | ぢゃ           | جا غا    |           | جو غو    | جي غي     | جو غو    |
| てゃ           | تيا       | تي        | تيو   | تي تيئ    | تيو    | でゃ           | ديا      | دي        | ديو      | دي ديئ    | ديو      |
| とぅ           | توا       | توي       | تو    | توي       | تو توؤ | どぅ           | دوا ضا   | دي دوي ضي | دو       | دي دوي ضي | دو ضو    |
| つぁ           | تسا       | تسي       |       | تسي       | تسو    | づぁ           | ظا       | زي        |          | زي        | ظو       |
| にゃ           | نيا       |           | نيو   | نيئ       | نيو    |                |          |           |          |           |          |
| ひゃ           | هيا       |           | هيو   | هيئ       | هيو    | びゃ           | بيا      |           | بيو      | بيئ       | بيو      |
| ひゃ           | هيا       | ぴゃ      | هيو   | هيئ       | هيو    | بيا پيا        |          | بيو پيو   | بيئ پيئ  | بيو پيو   |          |
| ふぁ           | فا        | في        | ف     | في        | فو     | ゔぁ           | با فا    | بي في     | بو ف     | بي في     | بو فو    |
| みゃ           | ميا       |           | ميو   | ميئ       | ميو    |                |          |           |          |           |          |
| りゃ           | ريا       |           | ريو   | ريئ       | ريو    |                |          |           |          |           |          |

日本語の場合、「サ」行と言っても「サ」と「シ」では発音上の子音が異なり、前者はsだが後者shである。また「タ」行はもっと複雑で、「タ」はt、「チ」はch、「ツ」はtsの発音である。ローマ字でも綴り方によってはこうした発音の違いを再現して「sa」や「shi」、「ta」や「chi」や「tsu」というように表記を分けることがあるが、これはアラビア文字表記でも存在する。特にアラビア語には元来の発音に「ch」や「ts」が無いため、意識的に記述する必要がある。「津波」は تسونامي と綴られるが、一般にニュースなどではtsunamiという発音をするも、アラビア語話者の中には難しく感じる者も多く、またアラビア文字には子音を重ねた表記によって1つの子音を綴るといった文法が元来存在しないといった理由から、この綴りから浮かび上がるt'sunamiと音読されることもある。
日本語の特徴として、発音は一部の例外を除いて殆どに母音が付く。アラビア文字には原則として母音が存在せず、一般の文書はこうした母音の含まれない記述で綴られる。特に母音を明示する必要があるなどの場合にはシャクルと呼ばれる母音記号を付すが、これは日本で言えばルビにあたるようなものであり、通常振るものではない。一方、アラビア語には長母音の表記法はあり、この長母音表記をもって日本語の音訳に用いている。なお、 أنمي （アニメ）のような例外も少数ではあるが存在する。また、日本語には大岡越前（おおおかえちぜん）のような連母音の語が多いことが挙げられる。しかしアラビア語の発音には長母音はあっても原則として同じ単母音が連続するような発音は存在しない。ハムザ（声門閉鎖）を介する語はあるが、それでも3つ以上の同単母音連続の語はもともと存在せず、従って元来のアラビア文字の表記法には想定されていない。このため、こうした語は一般に長母音として扱い、「オーカ」のように発音、表記することとなる。
また、方言によっても異なるが、アラビア語の文語・共通語にあたるフスハーには母音は3つしか存在せず、このため日本語を音訳する際には通常「イ」段と「エ」段、「ウ」段と「オ」段は同一視される。結果、たとえば王子（おうじ）と宇治（うじ）はどちらも أوجي になる。徳川家康（とくがわいえやす）のような語の場合、「い」と「え」は同一視される上、「や」は半母音であり発音上は ي が3つ並ぶことになる。こうした語のアラビア文字表記には明確な決まりは用意されていないが、ハムザや発音に含まれるh音を綴ったり、ハイフンを入れるなどして توكوغاوا إيئه-ياسو のように表記する方法が採られている。
促音は日本語では「っ」または「ッ」と表記するが、アラビア語の発音ではハムザ（声門閉鎖）とシャッダ（子音の重複）に分類される。日本語では促音は通常、語中に現れるが、これはアラビア語では多くの場合シャッダの扱いとなる。シャッダもシャクルに含まれるため、ほとんどの場合では促音は音訳されてもアラビア語文書としては記述されることはなく、そのままでは判読が難しいことも多い。アルジャジーラなどでは日経（にっけい）は نيكي と記されている（この場合、そのまま読むと「ニキ」となる）。
このほか、一般に「ト」は تو と書くが、 طوكيو （東京）のように慣例的に他の文字が使われるものも存在する。また、「エ」段の文字で終わるものについては、通常「ي」が使われるところを、كوبه（神戸）やكورومه（久留米）などのように、できるだけ発音を区別できるように「ه」で終わらせる場合がある。個々の都道府県名、および都道府県庁所在地のアラビア文字表記については、アラビア語版ウィキペディア محافظات اليابان （「日本の県」＝「都道府県」）の項を参照。
文法としては、英語のアラビア文字表記と同様に、人名などを除き、語末母音が「ア」段である名詞は慣習的に女性名詞として扱われる。従って草鞋（わらじ）は واراجي で男性名詞であり、下駄（げた）は غيتا となり女性名詞となる。

#### 和製英語などのアラビア文字表記法
欧米からの外来語が多く入り込んでいる日本語においては和製英語の数も非常に多く、また、横文字風の固有名詞も少なくない。
こうした固有名詞は英語のスペルから音訳されるいわゆる「英語のアラビア文字表記」によるものと、日本語の発音から音訳される「日本語のアラビア文字表記」によるものとが混在している。
英語のスペルから音訳されたものの例
دراغون بول （Dragon Ball、ドラゴンボール）
日本語の発音から音訳されたものの例
غيم كيوب （ゲームキューブ）
英語圏の名称から音訳されたものの例
نينتندو إنترتينمنت سيستم （Nintendo Entertainment System、任天堂エンターテイメントシステム - ファミリーコンピュータ）

### スペイン語のアラビア文字表記法
スペイン語は元々ラテン文字による言語であるが、モロッコをはじめとするマグリブ地域では歴史的な背景からスペイン語も使われることが多く、アラビア語への転用、あるいはアラビア語化したスペイン語も存在する。
アルハミヤー文学の項を参照。

### ペルシア語のアラビア文字表記法
ペルシア語はインド・ヨーロッパ語族－インド・イラン語派－イラン語群（西イラン語）に分類される言語であり、アラビア語が属すセム語派とは系統を大きく異にする。しかし、イラン語群はパルティア語、中期ペルシア語（パフラヴィー語）、ソグド語など主な中期イラン語は紀元前後から（帝国）アラム文字系の文字による表記の伝統があり、同じく帝国アラム文字を起源とするナバタイ文字、アラビア文字を使用していたアラビア語と状況が似る。現行の近世ペルシア語は7世紀に始まるイスラム帝国の拡大によって、9世紀に勃興したサーマーン朝以降に中央アジア・イランにおいてアラビア文字によって書かれ、アラビア語の語彙を多数採用して成立した言語である。当初は通常のアラビア文字のみで書かれたが、本来ペルシア語が有していた p、č、ž、g などの音については ب b、ف f、ج j、ز z などフスハーでは音価が異なる文字で代用されていた。母音についても ē や ō といった長母音もあったが、近世ペルシア語では ـى ī や ـو ū に吸収されてしまっている。14世紀頃に پ p 、چ č(ch)、ژ ž(zh) などの文字が登場しはじめるが（『集史』などにあらわれる）、これらはモンゴル帝国時代にテュルク語やモンゴル語、ペルシア語の音表記を明確に可能にするためにイルハン朝などで開発されたものだと考えられている。例えば、中期ペルシア語で「勝利を得た」を意味する単語、 pērōz は従来のアラビア文字表記によるペルシア語であれば فيروز fīrūz であるが、現在では پيروز pīrūz という表現も通常使われる。ペルシア文字特有のこれらの文字の内 g の文字は17世紀になってサファヴィー朝周辺で成立したようで、ペルシア語から多大な影響を受けたウルドゥー語などでもこれらの文字を採用され、さらにインド諸語の音に対応する文字が新たに加えられている。
近世ペルシア語は「書き言葉」として発達した面もあり、時代毎の様式の変化はあったものの近代以前には激しい方言差はすくなかったが、イランのペルシア語とアフガニスタンのペルシア語であるダリー語などをはじめ、枝分かれしていった言語が存在する。特に現在のイランの場合、近代化の過程で旧来のアラビア語のみの表現から新たにペルシア語のみを用いた言い換えや造語が多数作られている。しかしその中心的位置をなすイランの公用語としてのペルシア語をひとつとっても、上述のように正則アラビア語のフスハーとは発音が異なり、文字の読みも綴りも異なっている。これは、日本語も韓国語・朝鮮語も中国由来の漢字を用いていながら、必ずしもその国の人名などの読みが同じではないということと似ている。
このため、アラビア文字とは言えどもペルシア語で書かれた文書は、たとえそれが固有名詞であっても、そのままではほとんどのアラビア語話者には読むことができない。イスラームに起因する人名などはアラビア語が起源であり、それがペルシア語化しているものであるから改めてアラビア語に戻せば良いが、それ以外の名詞はアラビア語の読みとして音訳される。また、最近では英語などの欧米言語を経由して音訳されるケースも見られる。
例1ペルシア語： عبدالله → アラビア語： عبد الله
عبد الله （アブドゥッラー）は「神の下僕」という意味でイスラームの預言者 محمد （ムハンマド）の父の名前。イスラーム圏ではひじょうによく見られる代表的な名前のひとつ。ペルシア語では字形で区切りつつも1つの単語になっているが、もともとは2つの単語からなるアラビア語の名前であり、綴りの上では分割される。同様にホメイニ師の名前（イスム）である روح‌الله （ルーホッラー）もアラビア語では روح الله （字義は「神の魂」）のように空白を挿入して2つの単語に分けられる。
例2ペルシア語： علی → アラビア語： علي
علي （アリー）は第四代正統カリフ。後述するようにペルシア語の文字では語尾形では常に二点が省略される字形となるが、アラビア語ではアリフマクスーラ以外は ي と綴る。
例3ペルシア語： فاطمه → アラビア語： فاطمة
فاطمة （ファーティマ）はムハンマドの娘。もともと女性形を表す ة であったものがペルシア語では使わない文字となり、hの音価を持つهに置き換えられることとなった。従ってアラビア語に直すときには、このةを復元することになる。発音上においては、ペルシア語、特にテヘラン方言ではeの母音価を添えるが、アラビア語のフスハーでは直前の子音価にaの母音価を付す。また、これは語末母音がaとなる女性の人名に通ずる原則である。
以下にペルシア語とアラビア語におけるアリフバー（アラビア文字）の対応表を掲げる。なお、これはあくまでも個々の文字の音価の対応であって、アラビア文字表記における綴りの上での置換表ではないことに留意されたい。
| ا   | ب   | پ   | ت   | ث   | ج | چ    | ح   | خ | د | ذ   | ر | ز | ژ   | س | ش   |
| --- | --- | --- | --- | --- | - | ---- | --- | - | - | --- | - | - | --- | - | --- |
| أ ا | ب   | ب پ | ت   | س ث | ج | تش ش | ه ح | خ | د | ز ذ | ر | ز | ج ز | س | ش   |
| ص   | ض   | ط   | ظ   | ع   | غ | ف    | ق   | ک | گ | ل   | م | ن | و   | ه | ی   |
| ص   | ز ض | ط ت | ظ ز | ع   | غ | ف    | ق   | ك | غ | ل   | م | ن | و   | ه | ي ى |

ک と ك は音価は同じkであるが、前者はペルシア語の、後者はアラビア語で用いられる文字であり、字形が異なる。またyの発音である ی はペルシア語では単独形や語尾形では二点を打たないが、アラビア語では通常 ي を使う。
人名の場合、多くは出身地や部族名などを付し、これをニスバ（アラビア語： نسبة ）と呼ぶ。ペルシア語では定冠詞を付ける習慣がなく、ニスバも定冠詞を伴わない。アラビア語では文法的な理由もあり、ほとんどの場合ニスバには定冠詞を伴うこととなるため、ペルシア語圏の人名であってもニスバには定冠詞を改めて付すことになる。

#### 女性名詞のター・マルブータ復元
ペルシア語では、アラビア語における女性形を表す文字である ة （ター・マルブータ）を使用しない。アラビア語由来の単語であって、アラビア語で ة で表される文字は、ペルシア語では ه または ت で表記される。
アラビア語では、 ة は副詞的活用法を含む女性形名詞の語末に付き、直前の子音に付加される母音をaにしてこの文字自体は発音しない。ただし、これは単語を単独で発音する場合や語末に来る場合であり、語中ではこの文字自体もtの発音を持つ。初期のアラビア文字では、単独での発音を優先させて女性名詞の語末のa/atは必ず ه （ここでは、この文字は子音hというよりむしろ母音aを表す）で表記されていたが、後に通常のh音を表す ه と区別するために ت と同じ点をつけるようになったという経緯がある。
ペルシア語では多くの場合、アラビア語の ة は単独で発音される場合の発音を反映して ه と表記され、単独でも語中でも母音（a、現代イラン標準音ではe）として読まれるが、単語によっては語中音に由来する ت で表記され、単独でも語中でも-atと読まれる。
以上のように、アラビア語由来のペルシア語の単語をアラビア語の単語に復元する際は、語尾の ه は多くの場合 ة に直す必要があり、語尾の ت も ة に直す必要がある場合がある。

### 中国語・ウイグル語のアラビア文字表記法
ウイグル語や中国語など、中国からモンゴルに位置する一部の民族はアラビア文字による表記を行っている。しかしその文字の扱い方はフスハーとは大きく離れ、独自の文字文化として存在しているため、アラビア文字表記の範囲を越えているといえる。
中国語における外国固有名詞の表記の項も併せて参照。

### その他の言語のアラビア文字表記法
- ヒンドゥスターニー語（ウルドゥー語）のアラビア文字表記（元々はデーヴァナーガリー文字）
- マレー語を始めとするマレー・ポリネシア語派のアラビア文字表記（元々はインド系の文字）